# Blumovy vodopády
Blumovy vodopády (anglicky Blum Basin Falls) jsou vodopády v okrese Whatcom, v americkém státě Washington. Nachází se uvnitř, nedaleko jižních hranic, národního parku Severní Kaskády na potoce Blum Creek, který je přítokem řeky Baker. Napájí ho dva malé ustupující ledovce na hoře Mount Blum. Padají 510 metrů z nejvyššího vrcholu ledovce a jsou rozděleny do dvou částí. Jedna je nad hranicí lesů a druhá pod ní. Většina vodopádů je jasně viditelná, na některých místech ho ale zakrývají vysoké borovice, které rostou na jeho dolním konci. K vodopádu nevede žádná cesta.

## Etymologie
Vodopád dostal své jméno po potoku, na kterém leží. Ten zase dostal název po hoře Mount Blum, která nese jméno Johna Bluma, pilota požární hlídky lesní správy, který zemřel při letecké havárii na začátku dvacátého století.

## Statistiky
Série kaskád měří celkem 510 metrů na výšku, tato vzdálenost ale nikdy nebyla ověřena oficiálním měřením. Při době tání sněhu a ledu, potokem by mělo proudit 2,8 m³ a jeho šířka by měla být 3 metry. V zimě, když ledovce netají, se může dokonce stát, že vodopády dočasně zaniknou.

## Historie a přístup
V roce 1920 poprvé spatřil vodopád fotograf Asahel Curtis, který také vodopády vyfotil. Bylo to ještě předtím, než byla pojmenována Mount Blum a tak i vodopád zůstal beze jména a dosud zůstává celkem neznámým. Dnes vede okolím stezka Baker River Trail, která následuje tok řeky Baker. Při soutoku řeky a potoka se dá vyfotit horní část vodopádu. Ze stezky Shuksan Lakes Trail, která vede na horu Mount Shuksan po druhé straně údolí řeky, je ale vodopád vidět lépe. Vodopád ale není nejznámější v oblasti, blízko něj leží Sulphide Creek Falls, které i přebírají turistickou popularitu.